# العلاقات الإكوادورية المجرية
العلاقات الإكوادورية المجرية هي العلاقات الثنائية التي تجمع بين الإكوادور والمجر.

## مقارنة بين البلدين
هذه مقارنة عامة ومرجعية للدولتين:
| وجه المقارنة                                              | الإكوادور                      | المجر                                                       |
| --------------------------------------------------------- | ------------------------------ | ----------------------------------------------------------- |
| المساحة (كم2)                                             | 283.56 ألف                     | 93.04 ألف                                                   |
| عدد السكان (نسمة)                                         | 16.62 مليون                    | 9.78 مليون                                                  |
| الكثافة السكانية (ن./كم²)                                 | 58.61                          | 105.12                                                      |
| العاصمة                                                   | كيتو                           | بودابست                                                     |
| اللغة الرسمية                                             | اللغة الإسبانية، كيشوا ‏، شوار ‏ | لغة مجرية                                                   |
| العملة                                                    | دولار أمريكي، سوكري إكوادوري   | فورنت مجري                                                  |
| الناتج المحلي الإجمالي (بليون دولار)                      | 103.06 مليار                   | 139.14 مليار                                                |
| الناتج المحلي الإجمالي (تعادل القوة الشرائية) بليون دولار | 185.24 مليار                   | 260.42 مليار                                                |
| الناتج المحلي الإجمالي الاسمي للفرد دولار أمريكي          | 6.21 ألف                       | 12.36 ألف                                                   |
| الناتج المحلي الإجمالي للفرد دولار أمريكي                 | 11.37 ألف                      | 25.07 ألف                                                   |
| مؤشر التنمية البشرية                                      | 0.746                          | 0.828                                                       |
| رمز المكالمات الدولي                                      | +593                           | +36                                                         |
| رمز الإنترنت                                              | .ec                            | .hu                                                         |
| المنطقة الزمنية                                           | 00                             | ت ع م+01:00، ت ع م+02:00، أوروبا/بودابست ‏، توقيت وسط أوروبا |

## منظمات دولية مشتركة
يشترك البلدان في عضوية مجموعة من المنظمات الدولية، منها:
| علم المنظمة | اسم المنظمة                        | تاريخ انضمام الإكوادور | تاريخ انضمام المجر |
| ----------- | ---------------------------------- | ---------------------- | ------------------ |
|             | مؤسسة التنمية الدولية              | 7 نوفمبر 1961          | 29 أبريل 1985      |
|             | يونسكو                             | 22 يناير 1947          | 14 سبتمبر 1948     |
|             | وكالة ضمان الاستثمار متعدد الأطراف | 12 أبريل 1988          | 21 أبريل 1988      |
|             | الأمم المتحدة                      | 21 ديسمبر 1945         | 14 ديسمبر 1955     |
|             | الفريق المعني برصد الأرض           | ?                      | ?                  |
|             | الاتحاد البريدي العالمي            | ?                      | ?                  |
|             | البنك الدولي للإنشاء والتعمير      | 28 ديسمبر 1945         | 7 يوليو 1982       |
|             | الاتحاد الدولي للاتصالات           | 17 أبريل 1920          | 1866               |
|             | منظمة حظر الأسلحة الكيميائية       | ?                      | ?                  |
|             | مؤسسة التمويل الدولية              | 20 يوليو 1956          | 29 أبريل 1985      |
|             | منظمة التجارة العالمية             | ?                      | 1995               |
|             | منظمة الشرطة الجنائية الدولية      | ?                      | ?                  |

## وصلات خارجية
- موقع وزارة الخارجية الإكوادورية
- موقع وزارة الخارجية المجرية